# Wietszyce
Wietszyce es una localidad situada en el distrito de Głogów, en el voivodato de Baja Silesia (Polonia). Según el censo de 2021, tiene una población de 168 habitantes.
Está situada en el suroeste del país, dentro del término municipal de Pęcław.